# Грузијски језик
Грузијски или грузински језик (груз. ქართული ენა [] – картули ена) је службени језик у Грузији, републици смештеној на Кавказу.
Грузијски је матерњи језик 4,1 милиона становника у самој Грузији (83% свеукупног становништва), и још 200.000 хиљада ван земље (углавном у Турској, Ирану, Русији, Америци и западној Европи). Књижевни је језик свих етнографских група грузијског народа, укључујући оне које говоре другим јужнокавкаским (картвелским) језицима: Свани, Мегрели и Лази. Јудеогрузијски, грузиник или киврули (груз. ყივრული ენა, хебр. קיברולי), дијалекат грузијског у којем постоји велики број позајмљеница из хебрејског и арамејског, понекад се сматра засебним језиком, матерњи је језик још 20.000 становника Грузије (грузијских Јевреја) и 60.000 ван (већином у Израелу, нешто мање од 60.000).

## Писмо
Грузинско писмо (груз. ქმხედრული [] – мхедрули – „секуларно” или „војно”) се први пут појавило у 11. веку. Састоји се од 33 слова и не разликује велика и мала (обојена поља означавају слова која се више не користе).
| ა | ბ | გ | დ | ე | ვ | ზ | ჱ | თ | ი | კ | ლ | მ | ნ |
| ჲ | ო | პ | ჟ | რ | ს | ტ | ჳ | უ | ფ | ქ | ღ | ყ | შ |
| ჩ | ც | ძ | წ | ჭ | ხ | ჴ | ჯ | ჰ | ჵ | ჶ | ჷ | ჸ |   |

## Граматика
Грузински језик има 7 падежа: номинатив, ергатив, датив, генитив, инструментал, адвербијал и вокатив. Прва три су језгрени падежи и имају функције које се међусобно преклапају (нпр. означавају субјект у различитим ситуацијама).
У неким глаголским облицима грузински се понаша као активно-стативни и ергативни језик.
Грузински нема категорију рода.
Језик има аглутинативну морфологију и постпозиције.